# Хоризонт (БНР програма)
Вижте пояснителната страница за други значения на Хоризонт.
Програма „Хоризонт“ е 24-часова информационно-музикална програма на Българското национално радио.

## Историческа справка
Първите официални предавания на Радио „София“ (днес Българско национално радио) датират от 1935 г. През 1945 г., с появата на Предавател „Христо Ботев“, програмите се наричат съответно Първа и Втора програма. След 1960 г. се използва наименованието Българско радио. От 4 януари 1971 г. I програма на Българското радио се нарича „Хоризонт“.

## Програмна схема
Хоризонт е 24-часова информационно-музикална радиопрограма. Програмата е разделена на блокови предавания с определено времетраене. В дневните предавания „Преди всички“, „Хоризонт до обед“, „12 плюс три“ и „Нещо повече“ се излъчват предимно важна информация, интервюта, коментари и репортажи.
Информацията и коментарите за спортните събития се излъчват заедно с другата информация и също така в специализиран програмен блок в края на седмицата.
В неделя се излъчва предаването „Неделя 150“ като средище за диспути между журналисти, политици, общественици по всички актуални въпроси от седмицата.
Вечерите по „Хоризонт“ са посветени на музиката, с различни предавания всеки ден от седмицата.
Всяка нощ от 00:15 до 3:00 часа се излъчва предаването „Нощен Хоризонт“. Чрез отворените телефонни линии, слушателите, без режисура, могат свободно и спокойно да изразяват мнението си по проблеми, вълнуващи обществото.
От 4:05 до 6:00 ч. е времето за „По първи петли“. Предаването се излъчва всеки делник от студиото на една от петте регионални радиостанции на БНР – Радио „Варна“, Радио „Пловдив“, Радио „Шумен“, Радио „Стара Загора“ и Радио „Благоевград“.
Новините по програма „Хоризонт“ се излъчват неизменно на всеки кръгъл час, с изключение в предаването „Неделя 150“, когато няма новини, а общата програмна композиция позволява новинарските емисии да бъдат включвани по всяко време на денонощието. Аналогично е и с актуалните, нетърпящи отлагане кратки коментари, интервюта, репортажи, кореспонденции от страната и от чужбина. В 00:00, 07:00, 12:00 и 19:00 часа програма „Хоризонт“ излъчва информационните бюлетини на БНР.
Излъчва се предимо забавна музика, но са представени всички музикални стилове, форми и жанрове.

## Технически характеристики
24-часовата програма „Хоризонт“ на Българското национално радио се предава на средни и ултракъси вълни за територията на цялата страна. Програмата се излъчва чрез спътник за Европа, Близкия изток и Северна Африка, както и по Интернет за целия свят.

### Предавателна мрежаУКВ
| Град (предавателна станция)                                                         | УКВ честота, MHz                | мощност, W |
| ----------------------------------------------------------------------------------- | ------------------------------- | ---------- |
| Айтос (Хисарлъка)                                                                   | 88,0                            | 100        |
| Белоградчик (Кърнева ливада)                                                        | 102,3                           | 10000      |
| Берковица (Петрохан)                                                                | 101,4                           | 10000      |
| Варна (Франгата)                                                                    | 100,9                           | 5000       |
| Велико Търново (Арбанаси)                                                           | 89,1                            | 1000       |
| Велинград (Стража)                                                                  | 89,8                            | 100        |
| Враца (Косталево)                                                                   | 103,4                           | 450        |
| връх Ботев                                                                          | 100,9                           | 10000      |
| Габрово (Градище)                                                                   | 103,2                           | 500        |
| Гоце Делчев (Орелек)                                                                | 100,3                           | 6000       |
| Девин (Гребенец)                                                                    | 88,0                            | 100        |
| Джебел (Старово)                                                                    | 102,1                           | 1000       |
| Добрич (ТВ кула)                                                                    | 104,3                           | 3000       |
| Дупница (Ловен дом)                                                                 | 104,1                           | 600        |
| Елена (Горни Чукани)                                                                | 91,3                            | 250        |
| Елхово (Изгрев)                                                                     | 106,0                           | 500        |
| Ивайловград                                                                         | 91,6                            | 100        |
| Ихтиман (мотел АМ „Тракия“)                                                         | 97,4                            | 280        |
| Каварна (Калиакра)                                                                  | 88,1                            | 10000      |
| Карнобат (Маркова стъпка)                                                           | 95,0                            | 250        |
| Копривщица (Попадия)                                                                | 102,4                           | 100        |
| Костенец (хотел Констанция)                                                         | 91,3                            | 100        |
| Котел (Хропика)                                                                     | 103,7                           | 100        |
| Кресна (Пъстрец)                                                                    | 88,8                            | 1000       |
| Кърджали (Стръмни рид)                                                              | 105,0                           | 10000      |
| Кърджали (Стръмни рид) (парламентарен канал плюс турските емисии на Радио България) | 90,0                            | 1000       |
| Кюстендил (Виден)                                                                   | 102,1                           | 10000      |
| Лакатник                                                                            | 96,3                            | 140        |
| Лом (Кошовете)                                                                      | 87,6                            | 250        |
| Малко Търново (Черешката)                                                           | 90,2                            | 1000       |
| Несебър (Еделвайс)                                                                  | 102,5                           | 10000      |
| Никопол (Баладжа)                                                                   | 96,4                            | 100        |
| Оряхово (кв. Христо Икономов)                                                       | 99,8                            | 1000       |
| Панагюрище (Братия)                                                                 | 104,0                           | 500        |
| Плевен (кв. Дружба)                                                                 | 102,7                           | 930        |
| Пловдив (Здравец)                                                                   | 88,1                            | 550        |
| Правец (м. Вушкова кошара)                                                          | 102,4                           | 250        |
| Приморско (Китка)                                                                   | 90,2                            | 250        |
| Провадия (Рояк)                                                                     | 88,9                            | 100        |
| Разград (ТВ кула)                                                                   | 103,5                           | 1000       |
| Роман (Струпец)                                                                     | 88.4 (от април 2016 г. на 94.7) | 1000       |
| Русе (ТВ кула)                                                                      | 103,0                           | 10000      |
| Самоков (Боровец)                                                                   | 88,2                            | 100        |
| Свиленград (Шейновец)                                                               | 99,7                            | 3000       |
| Своге (Локва)                                                                       | 102,4                           | 150        |
| Силистра (Меджиди табия)                                                            | 103,3                           | 3000       |
| Сливен (Карандила)                                                                  | 87,8                            | 1000       |
| Смолян (Снежанка)                                                                   | 101,6                           | 5000       |
| София (Копитото)                                                                    | 103,0                           | 10000      |
| Тетевен                                                                             | 87,7                            | 100        |
| Троян (Балканец)                                                                    | 90,0                            | 982        |
| Трън (Китка)                                                                        | 97,6                            | 1000       |
| Трявна (Димиев хан)                                                                 | 89,6                            | 100        |
| Тутракан                                                                            | 88,5                            | 160        |
| Търговище (Коджакуз)                                                                | 92,8                            | 1000       |
| Царево (Папия)                                                                      | 102,2                           | 1000       |
| Шумен (РРТС Венец)                                                                  | 102,0                           | 10000      |
| Ябланица (Драгоица)                                                                 | 89,2                            | 1000       |
| Якоруда (Трещеник)                                                                  | 101,7                           | 250        |

### Предавателна мрежа дълги вълни
| Град (предавателна станция) | ДВ честота, kHz | мощност, kW                    |
| --------------------------- | --------------- | ------------------------------ |
| Вакарел                     | 261             | 75 /спрян на 1 януари 2015 г./ |

### Предавателна мрежа средни вълни
| Град (предавателна станция) | СВ честота, kHz | мощност, kW                                                                                 |
| --------------------------- | --------------- | ------------------------------------------------------------------------------------------- |
| Дулово (Водно)              | 1161            | 10 /спрян на 1 януари 2015 г./                                                              |
| Кърджали (кв. Гледка)       | 963             | 50 /спрян на 1 януари 2015 г./                                                              |
| Разград (Самуил)            | 864             | 10 /спрян на 1 януари 2015 г./                                                              |
| Видин (Грамада)             | 576             | 400 /парламентарен контрол плюс турските емисии на Р. България, 200 kW от 1 януари 2015 г./ |
| Търговище (кв. Въбел)       | 1161            | 10 /спрян на 1 януари 2015 г./                                                              |
| Шумен (Салманово)           | 747             | 10 /спрян на 1 януари 2015 г./                                                              |

### През Интернет
Програма „Хоризонт“ се излъчва и в интернет – от официалния сайт на Българското национално радио.